# Christiaan Splinter
Abraham Christiaan ("Christiaan") Splinter (Leiden, 20 september 1879 - Amsterdam, 25 maart 1923) was een Nederlands schaker.

## Levensloop
Abraham Christiaan Splinter was het tweede kind van Johanna Antoinetta Smit (1851-1900) en Jacob Splinter (1852-1929), kruidenier van het huis De Gouden Bal aan de Mare, te Leiden. Hem ging Suze voor en hij werd gevolgd door Jeanne Antoinette ("Antoinette") (1881-1932).

### Schaakcarrière
Christiaan kreeg het schaken vermoedelijk van huis uit mee: vader Splinter schaakte en was lid van schaakgezelschap Palamedes. Zijn zus Suze moet er ook door aangestoken zijn. De eerste vermeldingen van de Splinters in de kranten zijn hun veelvuldig ingezonden (correcte) oplossingen van schaakpuzzels in de krant. Vooral Christiaan lijkt er bedreven in.
Christiaans vroegste vermeldenswaardige prestatie aan het schaakbord dateert van 1896 toen hij als 17-jarige tegen de vermaarde Wilhelm Steinitz - laatstgenoemde speelde in Leiden een simultaan van 28 partijen - als een van slechts vier spelers remise wist te maken. Steinitz won alle overige partijen.
In de reguliere bondswedstrijden speelde hij dat jaar in de 2e klasse. Hij speelde ook clubmatches. Hij was in elk geval van 1898 tot 1913 lid van het Leidsche Schaakgenootschap. In 1906 speelde hij in de Nederlandse hoofdklasse en won in een bondswedstrijd eind oktober dat jaar in Alkmaar de tweede plaats achter Strick van Linschoten.

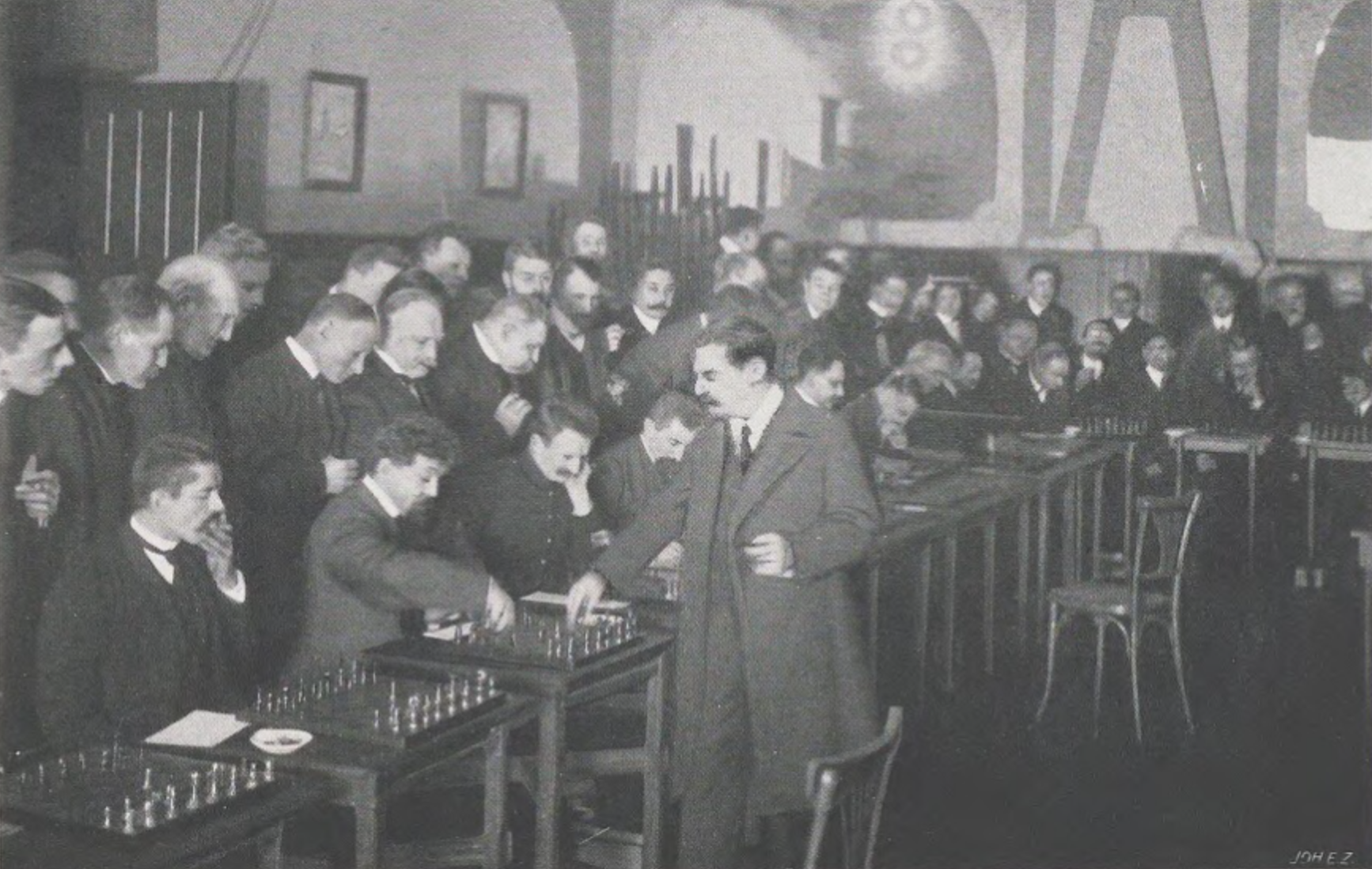
Simultaan schaakwedstrijd van Emanuel Lasker in een van de zalen van De Kroon, tegenwoordig Brinkman aan de Grote Markt, Haarlem. Splinter zat aan een van de 25 schaakborden.

Lasker speelde in 1909 te Haarlem een simultaan tegen 25 borden, waaronder Christiaan Splinter. Splinter (inmiddels 30 jaar oud en woonachtig in Haarlem) won zijn partij.
Met een Edo-rating dat rond de 2000 schommelde, was Christiaan dan ook een verdienstelijke schaker en zijn prestaties gingen niet ongemerkt. Twaalf jaar na zijn voortijdige overlijden in 1923 wordt hij gedurende de viering van het 40-jarige bestaan van de vereniging herinnerd als een van "een aantal spelers, die in de Nederl. Schaakwereld een zeer goeden klank gehad hebben of nog hebben."

## Varia
Een curiositeit is dat, een enkele vermelding als "De Splinters waren bij LSG geen vreemden" daargelaten, het feit dat drie leden, waarvan een vrouw - indertijd nog hoogst ongebruikelijk - uit hetzelfde gezin verdienstelijk schaakten, nauwelijks noemenswaardig leek te zijn. Het kon zomaar voorkomen dat in dezelfde publicatie de namen A.C. en S.M. Splinter genoemd werden zonder dat de link gelegd werd.